# Хельтен, Инге
Ингеборг «Инге» Хельтен (род. 31 декабря 1957 года, Вестум, Рейнланд-Пфальц, ФРГ) — западногерманская легкоатлетка, бегунья на короткие дистанции, бронзовый призёр Олимпиады 1976 года в беге на 100 метров. В 1976 году владела мировым рекордом на этой дистанции (11,04 с).